# Evarcha gausapata
Evarcha gausapata là một loài nhện trong họ Salticidae.
Loài này thuộc chi Evarcha. Evarcha gausapata được Tord Tamerlan Teodor Thorell miêu tả năm 1890.